# Ie (diritto giapponese)

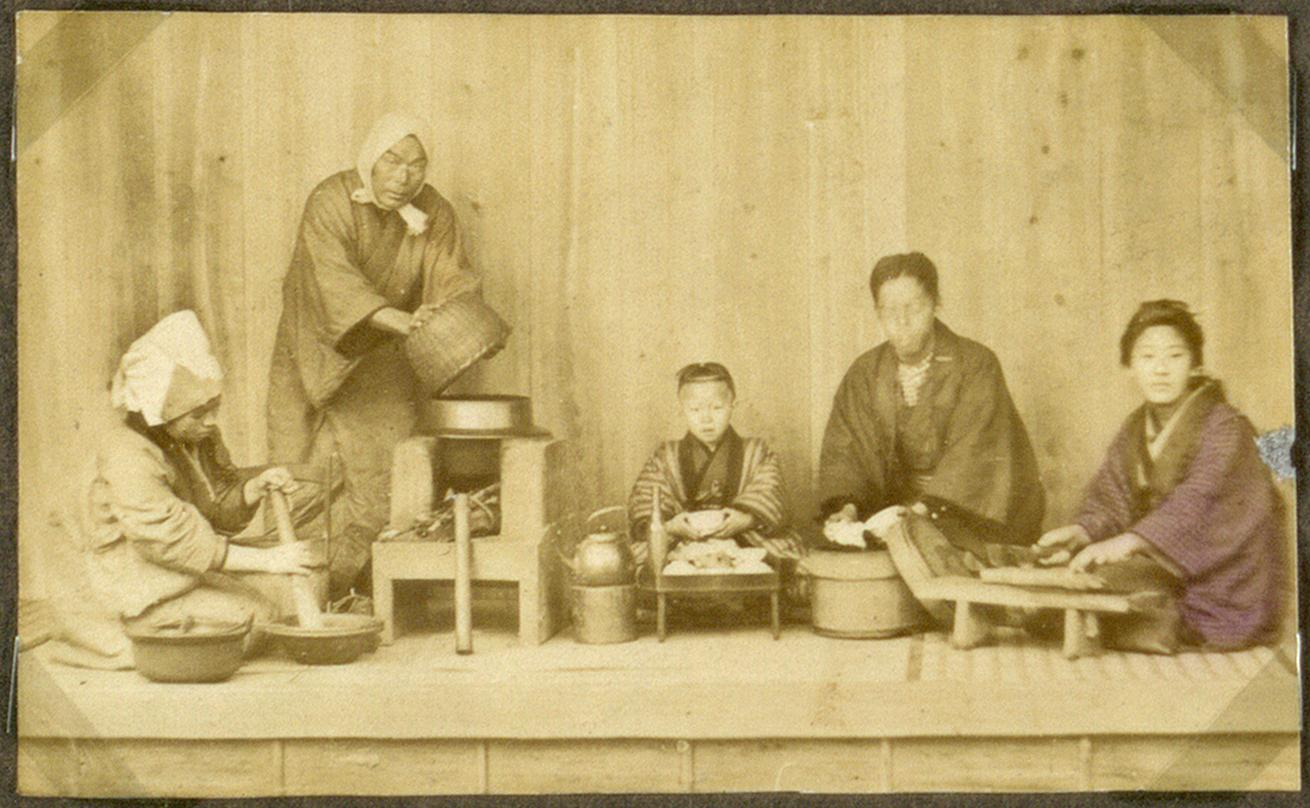
Una famiglia giapponese del XIX secolo

Lo ie (家? traducibile come "gruppo familiare") era l'unità di base del diritto giapponese fino alla fine della seconda guerra mondiale: gran parte delle questioni legali, civili e penali, vedevano coinvolgere le famiglie piuttosto che i loro singoli individui. Lo ie viene spesso associato al concetto di famiglia tradizionale in Giappone, laddove marito e moglie, con i loro figli e i parenti del marito, rappresentavano i componenti principali del gruppo familiare.
Il sistema venne abolito nel 1947 con la revisione del diritto di famiglia giapponese avvenuto sotto l'influenza delle autorità di occupazione degli Alleati, e la società giapponese iniziò la transizione verso un sistema di famiglie nucleari più "occidentale".

## Caratteristiche
Lo ie era caratterizzato da un sistema patrialineare e da una rigida gerarchia strutturata in base all'età dei suoi membri, generalmente marito e moglie, i loro figli e i parenti del marito. Le responsabilità familiari avevano la precedenza sui desideri individuali, poiché la famiglia, piuttosto che l'individuo, era considerata l'elemento collante che garantiva la sopravvivenza all'interno del sistema sociale.
La peculiarità di tale sistema consisteva nella caratteristica essenziale, per ritenersi membri di una medesima famiglia, di abitare tutti all'interno della stessa casa. Il figlio maggiore era designato come erede della famiglia e, una volta completato il passaggio da padre a figlio delle proprietà, del nome e dei titoli, diveniva responsabile della cura e del sostentamento dei genitori. In caso di mancanza di eredi maschi, all'interno del nucleo familiare poteva rientrare anche il genero, o qualsiasi estraneo che avesse anche solo un minimo grado di parentela, al quale veniva dato il cognome della famiglia. Questo avveniva anche nel caso in cui i figli maschi non fossero ritenuti degni di perpetuare il nome di famiglia. I figli minori avevano la possibilità di formare famiglie autonome, che tuttavia rimanevano affiliate e subordinate (in base al grado di interdipendenza economica) a quella principale.

### Ruoli all'interno delloie
Il sistema ie vedeva la presenza di marcati ruoli di genere all'interno del gruppo familiare, con l'uomo che si ergeva a capofamiglia dotato di potere decisionale quasi assoluto sugli altri membri della famiglia. La donna, per contro, aveva il dovere di onorare, più di quanto non facesse con i genitori, i propri suoceri, obbedire e servire il marito, mostrarsi accondiscendente e premurosa, e donare degli eredi alla propria casata. Questa totale sottomissione era la chiave di volta che teneva in piedi l'intero sistema governativo del Giappone e veniva considerato l'unico modo per dare pace e stabilità al Paese, benché fosse noto il totale sacrificio delle donne a questo tipo di gerarchia.

### Matrimoni combinati

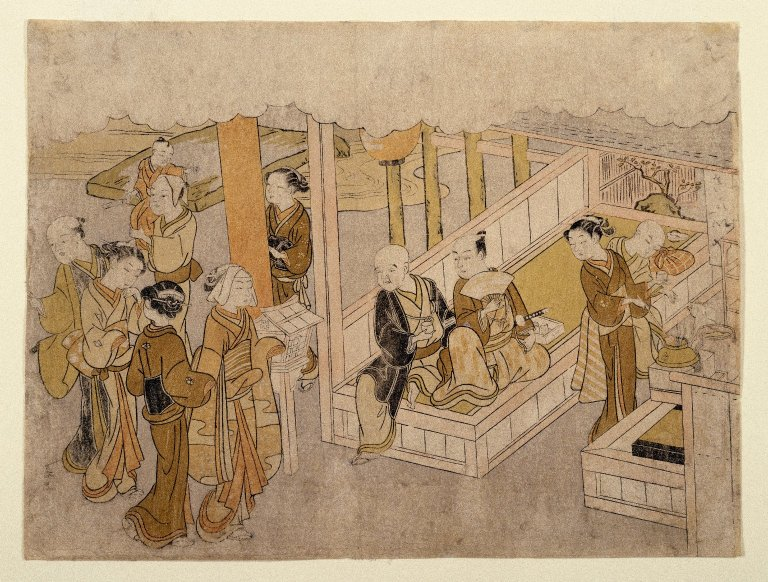
Rappresentazione del miai in una xilografia di Suzuki Harunobu

Nella famiglia tradizionale il matrimonio era visto come un importante collegamento tra le famiglie ed era fonte di grande preoccupazione in quanto la salvaguardia dell'identità dello ie aveva priorità assoluta, sicché il matrimonio combinato (見合い?, miai) era molto diffuso nel Giappone pre-bellico mentre i membri della giovane coppia avevano poca o nessuna voce in capitolo nell'organizzazione.
L'organizzazione del matrimonio era affidata a un mediatore specializzato che si assumeva l'onere e la responsabilità di comunicare ai genitori l'eventuale rifiuto o la conclusione positiva dell'accordo. Inoltre, i genitori avevano la facoltà di richiamare i figli presso la propria abitazione se non soddisfatti dell'esito del matrimonio. Tale pratica era diffusa soprattutto tra le classi sociali più alte, in quanto maggiormente attente a mantenere una certa reputazione.

## Influenza sul moderno registro familiare
Dopo la seconda guerra mondiale le leggi su matrimonio, divorzio, successione ed eredità furono completamente riviste sotto l'influenza delle autorità di occupazione alleate, e la società giapponese iniziò una graduale  transizione verso un sistema familiare più occidentalizzato. Vennero mantenuti comunque alcuni aspetti caratteristici del sistema ie, alcuni dei quali possono essere ritrovati all'interno del sistema koseki (戸籍?), il registro familiare di norma in Giappone, che raccoglie tutte le informazioni su un determinato gruppo familiare e i cambiamenti che avvengono all'interno dello stesso nel corso degli anni.
Durante la compilazione del koseki è necessario indicare un capofamiglia. Benché sia concessa totale libertà di scelta, questa ricade solitamente sull'uomo (il 98% delle famiglie giapponesi nomina il marito come proprio capofamiglia). Per legge tutti i membri della famiglia devono portare il cognome del capofamiglia. Inoltre, la coppia sposata è tenuta a condividere lo stesso cognome, con uno dei due coniugi (di solito la moglie) che rinuncia al suo cognome per appropriarsi di quello del compagno. Solo raramente accade che sia il marito a prendere il cognome della moglie, quando questo viene designato dal suocero come successore ed erede della famiglia (ciò avviene soprattutto in ambito politico).
Pur essendo presenti sistemi di registro familiare simili anche in altre società, questo sistema è stato descritto come particolarmente severo in quanto esclude qualsiasi famiglia che non rientra nella struttura patrilineare incoraggiata dal koseki.